# Бауман, Людвиг
Людвиг Бауман (нем. Ludwig Baumann; 11 мая 1853, замок Зайберсдорф, Троппау, австрийская Силезия — 6 февраля 1936, Вена) — австрийский архитектор.

## Биография
Бауман вырос в среде среднего класса, он происходил из семьи конструкторов, что позволило ему учиться в Швейцарской высшей технической школе. После завершения архитектурного образования в 1870-1874 годах он работал в Wienerberger с 1876 года, а затем c Виктором Румпельмайером с 1879 по 1882 год. В 1882 году он заключил партнерство с Эмилем Бресслером. Начиная с 1888 года он был высоко ценимым архитектором высшего класса и аристократии Австро-Венгерской монархии. В частности, он пользовался благосклонностью и доверием эрцгерцога Франца Фердинанда. В 1904 году вместе с Германом Хельмером он основал Центральную ассоциацию архитекторов.
Первоначально его стиль находился под влиянием эпохи Возрождения из-за его обучения в Цюрихе у Готфрида Земпера, но позже переключился на эклектику. В 1907 году он был назначен управляющим стройкой Нового Хофбурга, заменив Фридриха Омана. Между 1909 и 1913 годами он возвел австро-венгерское военное министерство, которое стало последним монументальным зданием на Рингштрассе. Бауман был также выбран для проектирования многих зданий в австрийском городе Берндорф,
В 1929 году был сбит автобусом возле Рохускирхе в Вене. Из-за полученных травм он последние три года жизни провел в инвалидном кресле.

## Избранные работы
- Берндорф в Нижней Австрии, городское планирование (с 1880-х годов)
- Школа, Берндорф (1896)
- Дворец Вчела, площадь Малиновского 5, Брно, Чехия (1896 г.)
- Вилла Пазельт, Фёслау (1897 г.)[4]
- Австрийский павильон, Всемирная выставка, Париж (1900)
- Площадь Венского конькобежного клуба (1900)
- Королевская академия восточных языков, Вена, сегодня посольство США (1902 г.)
- Военное министерство, Вена (1908—1910)
- Хофбург, новое здание бального крыла, Вена (с 1910 г.)
- Венский Концертхаус и Академический театр, Вена (вместе с Büro Fellner & Helmer, 1911—1913)
- Палаццетто Венеция, Рим (реконструкция 1909-10)

## Галерея

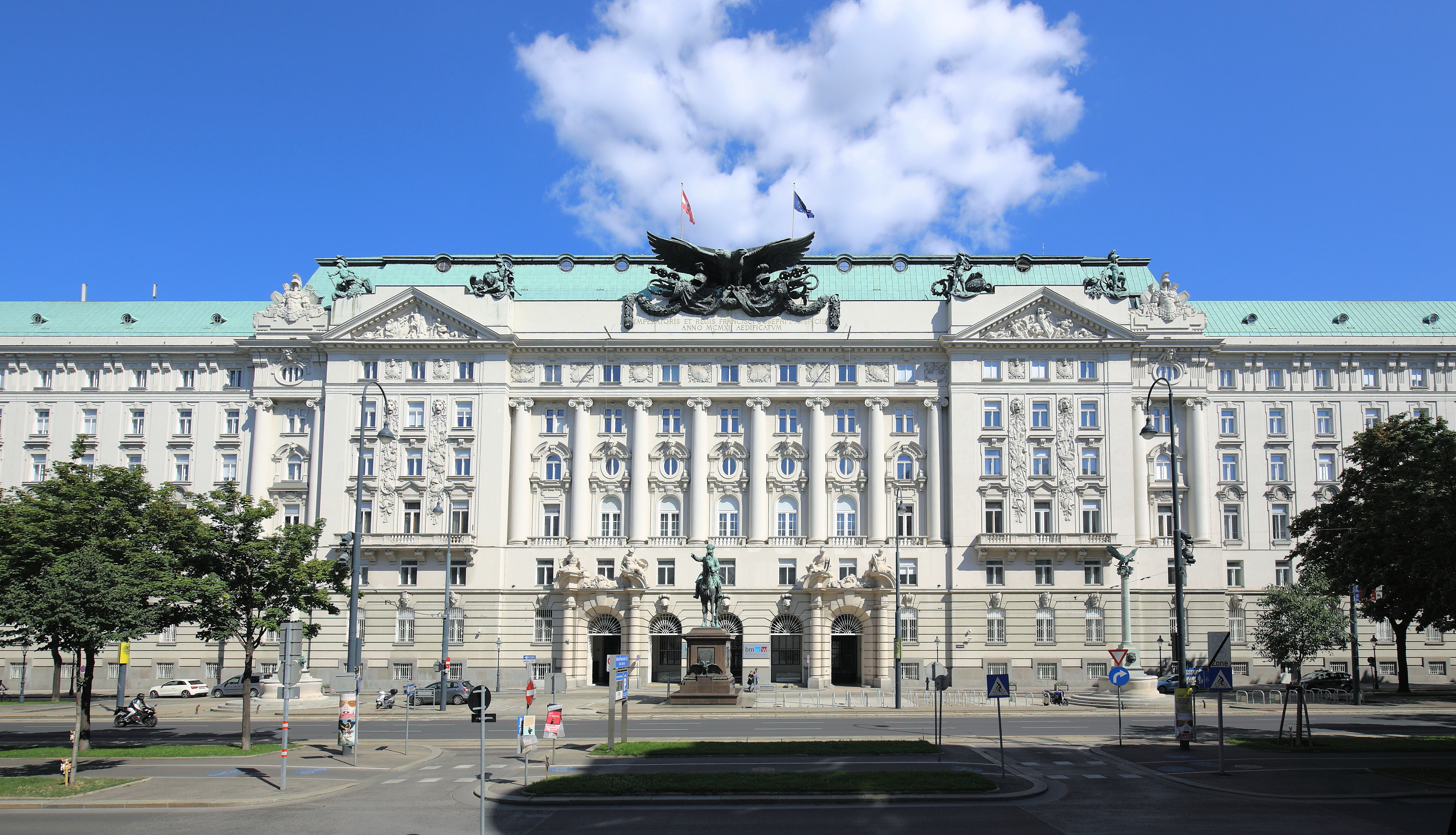
Военное министерство, Вена (1908-10).
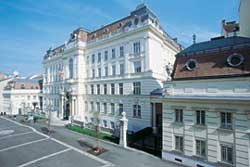
Американское посольство, Вена (1902-04).
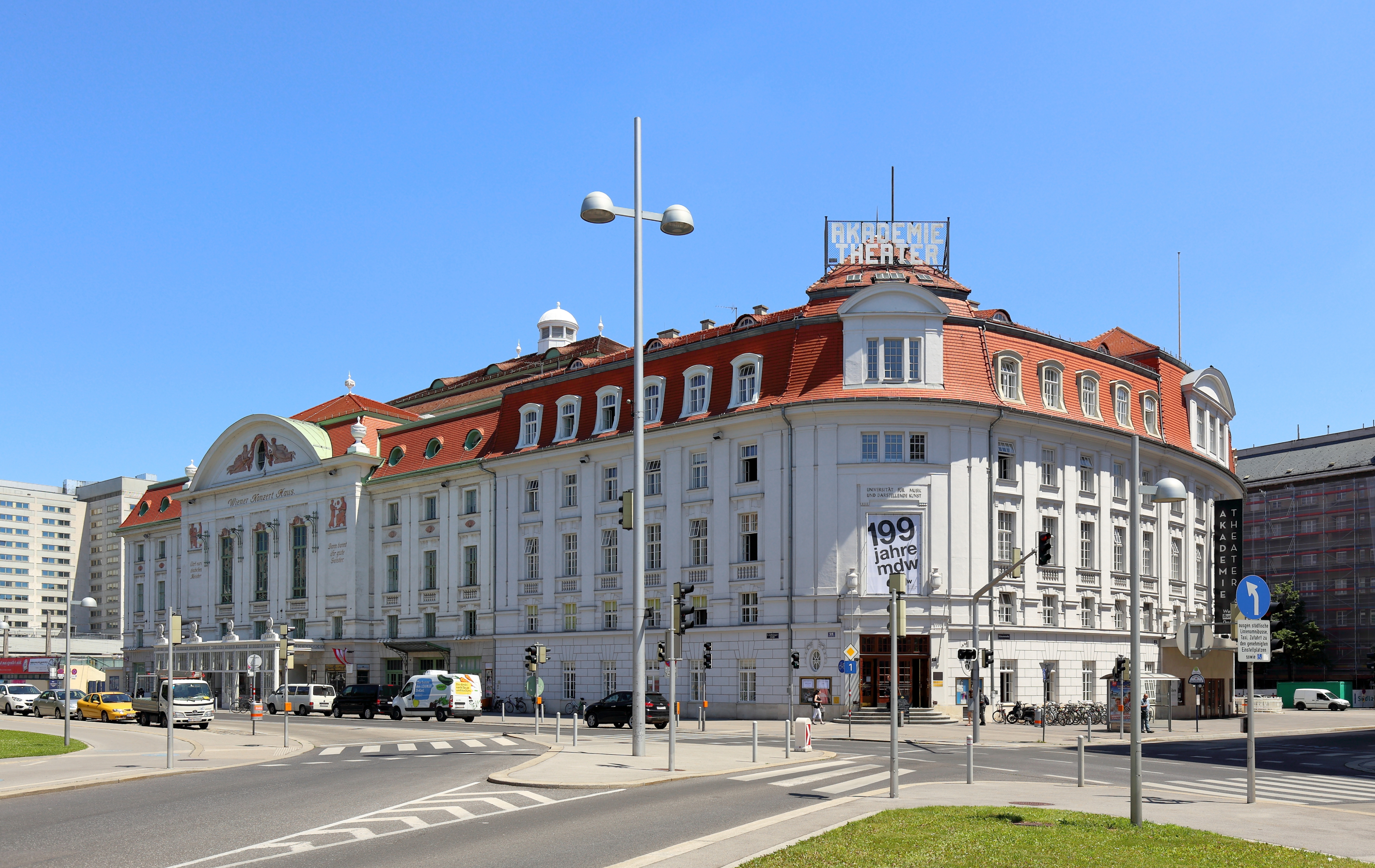
Концертный зал и Музыкальная академия, Вена (1911-13).